# Lenka Poláčková
Lenka Poláčková (rozená Vacvalová, * 14. srpna 1989 Beluša) je slovenská herečka a moderátorka. Taktéž se aktivně věnuje vytrvalostním běhům a horolezectví.

## Životopis
Vystudovala herectví na Konzervatoři Dezidera Kardoše. Po skočení studia v roce 2008 se přestěhovala do Prahy, kde získala angažmá v divadle Ta Fantastika.
Během své profesionální kariéry účinkovala v českých seriálech a filmech – Ordinace v růžové zahradě, Sanitka 2, Kameňák 4, Zejtra napořád a dalších. Hrála také v americké road movie Move On po boku hollywoodského herce Madse Mikkelsena. V letech 2015–2019 působila jako obhájkyně v pořadu Soudkyně Barbara na TV Barrandov. Zároveň od roku 2014 působí jako moderátorka Fashion TV Czech&Slovak.
Kromě herectví a moderování se od roku 2015 věnuje i vlastní módní značce, jež je provozována společností Alae Fashion Concept, která pomáhá začínající návrhářům vyvinout vlastní značku. Mezi nejznámější osobnosti, které obléká, patří bývalá první dáma Dagmar Havlová. Působí taktéž jako ambasadorka Dynafitu a Salewy.

## Ultramaratony
Aktivně se věnuje vytrvalostnímu běhu. Účastní se různých běžeckých závodů, jejichž cílem je nejen osobní výzva, ale i získávání finančních prostředků pro nadační fondy.

### Vlastní projekty
- Z Košic do Blavy (červen 2018) – 500 km z Košic do Bratislavy, 2 500 € pro Bátor tábor[5]
- Najdu odvahu (květen 2019) – 770 km z Dukly na Devín, 8 500 € pro Bátor tábor
- Víc odvahy (červen 2020) – 500km ultramaraton přes Severní stezku hřebenem českých hor | 17 500 € pro Bátor tábor
- Víc naplno (září 2020) – 880 km cestou GR11 přes Pyreneje, 32 300 € pro Bátor tábor[6]
- Naplno do neznáma (září 2021) – 1 020km běh přes Skalnaté hory, 120 000 € pro kliniku dětské plastické chirurgie FN Královské Vinohrady[7]
- Do neznáma spolu – 850 km Qhapaq Ñan, 137 000 € pro Kliniku dětské hematologie a onkologie NÚDCH
- Věř své cestě (2023) – 39denní 2 000 km dlouhá trasa přes Alpy po cestě Via Alpina s cílem podpořit dětské kardiocentrum ve Fakultní nemocnici Motol[8][9]

### Závody
Pravidelně se účastní také českých i zahraničních závodů. Mezi ty české patří Pražská stovka (105,5 km a 125,5 km), Krakonošova stovka (97,4 km). V zahraničí se účastnila závodů na Slovensku – Nízkotatranská stíhačka (98,5 km a 102 km), ve Španělsku – Salomon Ultra Pirineu (94,7 km), Francii – 100 Miles Sud De France (170,2 km) či v Itálii – Rosengarten Schlern Skymarathon (45 km) a Monterosa EST Himalayan Trail (105,8 km).

## Horolezectví
K horolezectví ji přivedl její manžel, fotograf Jan Poláček. Dne 14. října 2023 vystoupila po jeho boku na nepálskou horu Ama Dablam (6 812 m), jednu z nejikoničtějších hor v Himálaji. Před výstupem na Ama Dablam podnikla výstup na sousední vrchol Mera Peak (6 476 m). 21. května 2024 v 10:30 NST vystoupila na nejvyšší horu světa, Mount Everest (8 849 m), a zároveň se stala desátou ženou na světě, která tohoto výkonu dosáhla bez použití pomocného kyslíku.
Projekt Koruna Slovenska, který začala realizovat v roce 2024 zahrnuje několik slovenských hor, jimiž jsou Vtáčnik (1 346 m), Stolica (1 476 m), Panská Javorina (942 m), Gerlachovský štít (2 656 m), Vysoká (754 m), Ďumbier (2 043 m), Kriváň (2 495 m) a Záruby (768 m).

### Projekt Koruna Země
Tento projekt realizuje současně s předchozím projektem Koruna Slovenska a také se svým manželem. Cílem projektu je zkompletovat všechny nejvyšší vrcholy jednotlivých kontinentů. Toto chce dokázat jako první Slovenka. Svou cestu započala výstupem na Mount Everest a dokončit ji plánuje v červnu 2025 na vrcholu Denali.[chybí lepší zdroj]
Během tohoto projektu stanovila i rekord. Při svém druhém výstupu na jihoamerickou Aconcaguu stanovila nový ženský rekord, kdy dne 25. ledna 2025 vystoupila na vrchol za 8 hodin a 17 minut.[chybí lepší zdroj]

## Soukromý život
V Tatrách se seznámila se svým pozdějším manželem, českým fotografem Janem Poláčkem. Zasnoubili se na Matterhornu a symbolicky si řekli své „ano“ na Gerlachovském štítu.

## Filmografie
- Move On (2012)
- Soudkyně Barbara (2015–2019)
- Kameňák 4 (2013)
- Zejtra napořád (2014)
- Svatojánský věneček (2015)
- Ordinace v růžové zahradě (2016)
- Teambuilding (2018)
- Na skialpech přes hory (2023)

## Knihy
- Najdu odvahu – 770 km po trase hrdinů SNP (2021)
- Víc odvahy (2022)
- Kocúr v svetri a jeho cesta za polárnou žiarou (2023))